# 신한은행 (1982년~2006년)
신한은행(新韓銀行)은 1982년부터 2006년까지 존속했던 대한민국의 은행이자 신한금융지주의 계열사이다.

## 연혁
- 1982년 7월: 민단 측 자본으로 신한은행 설립
- 1984년 2월: 신탁업무 개시
- 1987년 2월: 신용카드 업무 개시
- 1988년 11월: 중구 태평로2가 본점 신축 이전
- 1989년 11월: 증권거래소 상장
- 1998년 6월: 동화은행 흡수합병
- 1999년 7월: 국내 최초 인터넷뱅킹 서비스 실시
- 1999년 8월: 신한은행 CI 변경
- 2002년 6월: 카드사업부문 분사하여 신한카드 설립
- 2006년 4월: 조흥은행 흡수합병, 존속 법인을 조흥은행으로 지정함에 따라 구 신한은행 법인 소멸